# Katrin Krüger
Katrin Krüger (n. 10 aprilie 1959, Groß Schönebeck⁠(d), Schorfheide, Brandenburg, Germania) este o handbalistă ce a reprezentat Germania, medaliată olimpică. A participat la o ediție a Jocurilor Olimpice (1980) în care a câștigat o medalie de bronz.

## Participări
Lista de mai jos prezintă principalele competiții la care a participat Katrin Krüger de-a lungul carierei.
- handball at the 1980 Summer Olympics – women's tournament[*]